# Völkerschlachtdenkmal (Zerbst)

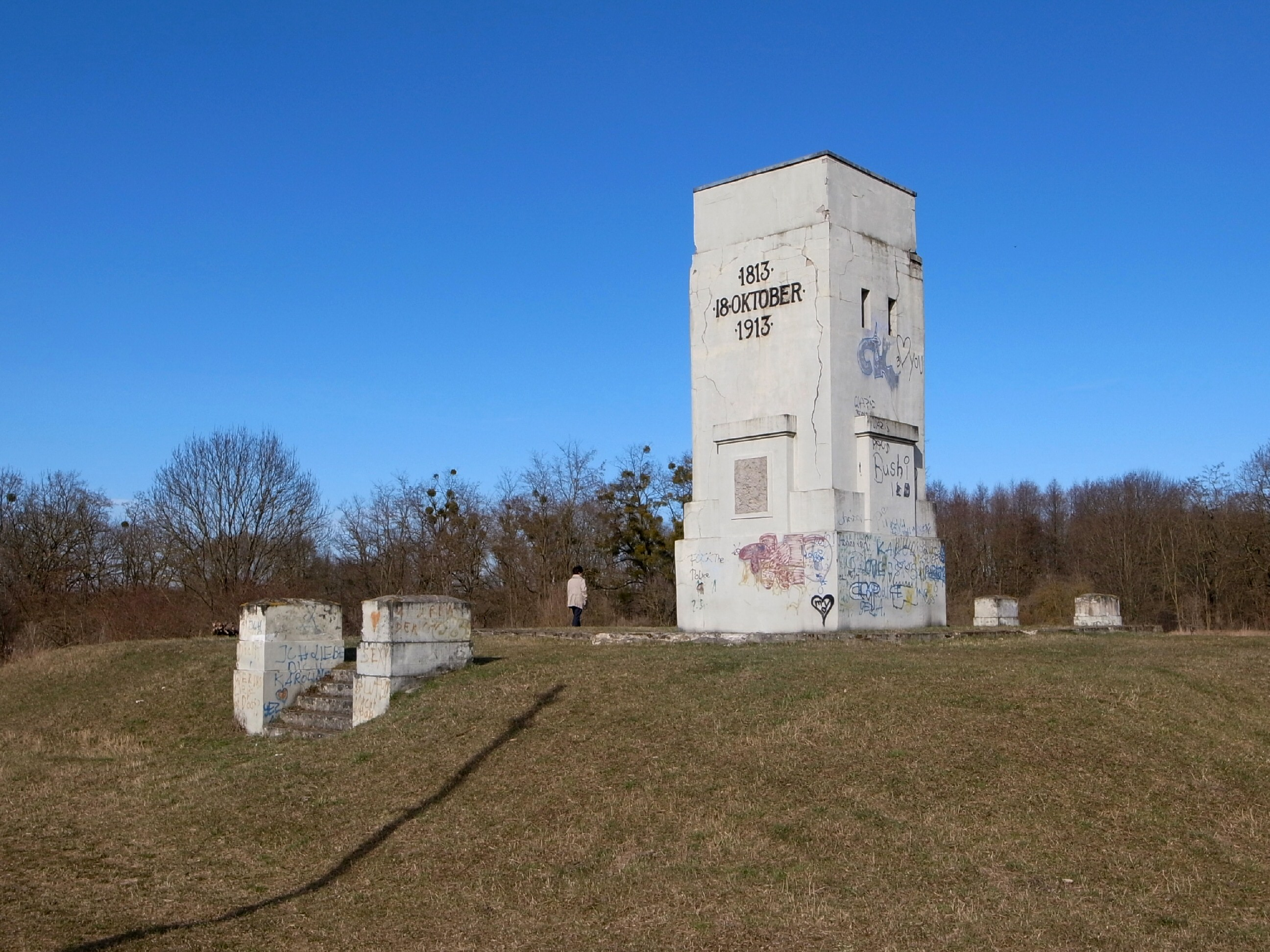
Ansicht von Südosten

Das Völkerschlachtdenkmal von Zerbst ist ein Denkmal in der Stadt Zerbst/Anhalt im Landkreis Anhalt-Bitterfeld in Sachsen-Anhalt. Das Kleindenkmal steht unter Denkmalschutz und ist im Denkmalverzeichnis mit der Erfassungsnummer 094 41403 als Baudenkmal eingetragen.
Anlässlich des 100. Jahrestages der Völkerschlacht bei Leipzig wurde in vielen Dörfern Anhalts ein Völkerschlachtdenkmal errichtet. Während diese aber zumeist als bekrönter Steinhaufen oder schlichter Gedenkstein gestaltet wurden, entschied man sich in den Städten für andere Formen. Ähnlich wie im nahen Lindau wählte man in Zerbst die Turmform, schuf allerdings gleich einen kompletten Turm.
In Anlehnung an die Bismarcktürme des Entwurfes Götterdämmerung wurde eine sogenannte Feuersäule geschaffen. Diese entstand nördlich der Stadt oberhalb der Mozartstraße. Zu jedem Jahrestag der Schlacht sollte diese Feuerschale angezündet werden. Die kleine Anhöhe, auf der der Turm steht, ist durch Treppen von Norden und Süden her zugänglich. An der Südseite befindet sich die gängige Inschrift 1813 18. Oktober 1913.